# Pauli Toivonen

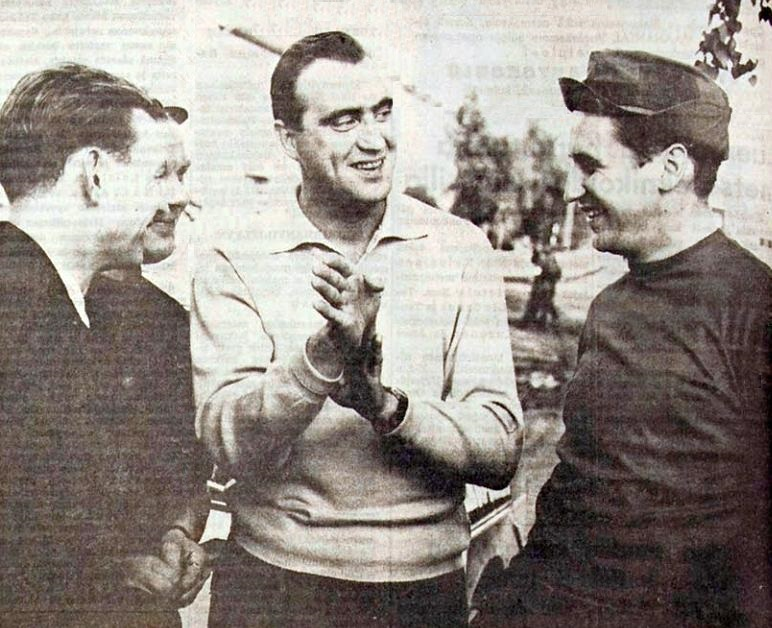
Pauli Toivonen (midden) in 1965

Pauli Toivonen (Hämeenlinna, 22 augustus 1929 – Tuusula, 14 februari 2005) was een Fins rallyrijder die ook actief is geweest op het circuit. In de jaren zestig erkende hij veel succes met Citroën en Porsche modellen in verschillende internationale evenementen. Naast de rallysport, is hij ook actief geweest in de racerij, waaronder de 24 uur van Le Mans. Terzijde van de sportieve tak, was hij ook een groot auto-handelaar in Finland. Hij is tevens de vader van Henri en Harri Toivonen, beide die ook carrière hebben gezocht binnen de autosport.

## Carrière

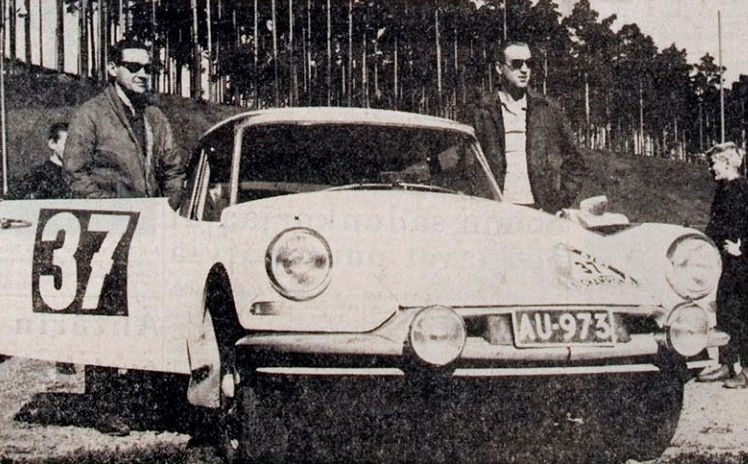
Toivonen (rechts) als winnaar van de Rally van Finland in 1962

Pauli Toivonen was naar alle schijn een van de originele Flying Finns uit de jaren zestig. Zijn eerste grote internationale overwinning kwam tijdens de Rally van Finland in 1962, achter het stuur van een fabrieksingeschreven Citroën DS. Met deze auto won hij in 1966 op controversionele wijze de Rally van Monte Carlo, waar hij in eerste instantie voor Citroën vijfde eindigde. Na protest van Citroën, werden echter de op het podium geëindigde  Mini Coopers van Timo Mäkinen, Rauno Aaltonen, Paddy Hopkirk en de nummer vier Roger Clark in een Ford Cortina, prompt uit de wedstrijduitslag gehaald, nadat volgens de technische commissie bleek dat de koplampen niet gehomologeerd waren na een laatste kleine wijziging in de reglementen. De kritiek kwam vervolgens vooral neer op de organisatie, die op deze manier mogelijk een Franse overwinning versierde. Toivonen schaamde zich zo voor dit voorval, dat hij in de rest van zijn carrière nooit meer voor het Franse merk uitkwam.
In de jaren erna stapte hij over naar Porsche, waarmee nog meer grote evenementen werden gewonnen. In 1968 werd hij Europees rallykampioen in de Porsche 911. Het jaar daarop won hij nog de Griekse Acropolis Rally in deze auto. Tot halverwege de jaren zeventig was hij nog actief, om het vervolgens over te laten aan zijn twee zoons, Henri en Harri.
Toivonen heeft nooit opgeschept over zijn Monte Carlo overwinning uit 1966, en toen exact twintig jaar na dato zijn zoon Henri de Rally van Monte Carlo won, volgde de opmerking:
"Nu is de naam Toivonen weer zuiver."
Op 2 mei 1986 overleed zoon Henri en navigator Sergio Cresto in een ongeluk tijdens de Rally van Corsica, toen hun Lancia Delta S4 na een gemiste bocht een ravijn instortte en bij stilstand tot explosie kwam.